# ドゥアニー・プラター＝ザイベック・アンド・カンパニー
ドゥアニー・プラター＝ザイベック・アンド・カンパニー（Duany Plater-Zyberk & Company, DPZ）は、フロリダ州マイアミの夫婦チーム、アンドレス・ドゥアニーとエリザベス・プラター＝ザイベックによって1980年に設立された建築設計事務所・都市計画コンサルタント。これは、新アーバニズムにおける都市計画に特化した支配的な企業の一つで、米国 300以上の新規および既存のコミュニティのための設計実績をもち、その他の国における商標でもある。ドゥアニーとザイベックに加え、DPZのパートナーにはガリーナ・Tachieva、マリナ・クーリー、セネン・MA.アントニオとマシュー・J.ランバートがいる。

## 業務領域
業務分野は、地域とダウンタウン計画、ニュータウン、都市インフィル、リゾートヴィレッジ、トランジット指向開発、郊外の換装、大学キャンパス、住宅（手ごろな価格の住宅の設計）、市民むけの建物設計などである。会社はフロリダ州マイアミに本社を置いており、 メリーランド州ゲイザースバーグとノースカロライナ州シャーロットにオフィスを構えている。 

## 受賞歴
DPZのプロジェクトには、2回のAIA賞、トーマスジェファーソン賞を含め、ヴィンセントスカリー賞と優秀2知事のアーバンデザイン賞など、数々の賞を受けた。会社の初期のプロジェクトのシーサイド（フロリダ）は, 50年以上にわたり米国で評価された最初の本格的なニュータウンである。1989年、『タイム』誌は、デザインの分野で10の「十年のベスト」の成果の一つとして、シーサイドを選出した。
他のよく知られているDPZ設計のコミュニティにはケントランド（プリンスジョージズ郡 (メリーランド州)ゲイザースバーグ）、ローズマリービーチ（フロリダ州）、アリスビーチ（フロリダ州）、ハーバーシャム（Habersham、サンフランシスコ）、セントチャールズニュータウン（セントチャールズ郡 (ミズーリ州)）、そしてプロスペクトニュータウン（コロンビア州）が知られている。 